# Condado de Meru
El condado de Meru es un condado de Kenia.
Se sitúa en el centro del país y su capital es Meru. La población total del condado es de 1 356 301 habitantes según el censo de 2009. Se extiende por un área de 6936,2 km². Se encuentra circundado, en sentido horario y empezando por el norte, por los condados de Isiolo, Kitui, Tharaka, Kirinyaga, Nyeri y Laikipia.

## Historia
En 1992, el antiguo distrito de Meru se dividió en el condado central de Meru, el condado de norte de Meru, el condado de sur de Meru y el condado de Tharaka-Nithi En 1998, el distrito de Tharaka se dividió nuevamente en el distrito de Nithi y el distrito de Tharaka. Una decisión de la Corte Suprema en septiembre de 2009 dictaminó que la división había sido inconstitucional, y los dos primeros se fusionaron en el distrito de Meru, que se convirtió en el condado de Meru en 2010. El mismo fallo fusionó los distritos de Meru Sur, Tharaka y Nithi en Tharaka. Distrito de Nithi, que se convirtió en el Condado de Tharaka-Nithi en 2010.